# Kamienica Mikulskiego w Warszawie (ul. Nowy Świat 55)
Kamienica Mikulskiego – kamienica wzniesiona przez Wawrzyńca Mikulskiego, znajdująca się przy ulicy Nowy Świat 55 w Warszawie.

## Historia
W 1770 roku odnotowano na tej działce dworek należący do Agnieszki Zakrzewskiej. Wybudowana w tym miejscu przed 1784 rokiem parterowa, prawdopodobniej trójosiowa kamieniczka należała w 1790 roku do Wojciecha Łapińskiego. W 1823 roku posesję przejął Wawrzyniec Mikulski.
W 1824 wybudowana została tu nowa, czterokondygnacyjna (parter, antresola i 2 piętra) kamienica najprawdopodobniej według projektu Adolfa Schucha (syna Jana Chrystiana Szucha). Kamienica ta odróżniała się akcentami neorenesansowymi od późnoklasycystycznego otoczenia. Fasada była pięcioosiowa. 
W połowie XIX wieku kamienica należała do Karola Hoffmana, a w latach 60. XIX wieku stała się własnością Stanisława Rozmanitha, który otworzył tu sklep kolonialny i prowadził go (a później Michał Rozmanith) do końca wieku, później nieruchomość stała się własnością Bolesława Cassiusa.
Na przełomie wieków znacząco rozbudowano oficyny na zapleczu kamienicy. W latach 20. XX wieku kamienica należała do Mieczysława Kowalskiego.
Dom został spalony podczas obrony Warszawy we wrześniu 1939, a dwie górne kondygnacje zostały częściowo zburzone. 
W latach 1948–1950 kamienica została odbudowana. Zachowano oryginalne wnętrze przejazdu bramnego oraz najprawdopodobniej wrota od strony ulicy. 